# Laphria aeatus
Laphria aeatus är en tvåvingeart som beskrevs av Walker 1849. Laphria aeatus ingår i släktet Laphria och familjen rovflugor. Inga underarter finns listade i Catalogue of Life.